# 조르조 프레촐리니
조르조 프레촐리니(이탈리아어: Giorgio Frezzolini, 1976년 1월 21일 ~ )는 이탈리아의 전 축구 선수이다.